# Fécamp Caux Littoral Agglomération
Pour les articles homonymes, voir Caux (homonymie).
Fécamp Caux Littoral Agglomération est une communauté d'agglomération française, située dans le département de la Seine-Maritime et la région Normandie, créée le 1er janvier 2017 par la fusion de plusieurs intercommunalités.

## Historique
Le projet de schéma départemental de coopération intercommunale présenté par le préfet de Seine-Maritime le 2 octobre 2015 dans le cadre de l'approfondissement de la coopération intercommunale prévu par la Loi portant nouvelle organisation territoriale de la République (Loi NOTRe) du 7 août 2015 prévoit la fusion de la « communauté d’agglomération Fécamp Caux Littoral Agglo (28 656 habitants) et de la communauté de communes du canton de Valmont (11 309 habitants) », cette dernière n’atteignant pas le seuil de 15 000 habitants.
C'est ainsi qu'est créée une nouvelle structure intercommunale, Fécamp Caux Littoral Agglomération, qui succède aux deux anciennes intercommunalités, par un arrêté préfectoral du 25 novembre 2016 qui a pris effet le 1er janvier 2017,.
Le 1er juin 2017, les communes de Vinnemerville et Criquetot-le-Mauconduit quittent, avec l'accord du conseil communautaire, Fécamp Caux Littoral Agglomération pour rejoindre la communauté de communes de la Côte d’Albâtre, réduisant à 33 le nombre de communes associées.

## Territoire communautaire

### Géographie
Située dans l'ouest du département de la Seine-Maritime, la communauté d'agglomération Fécamp Caux Littoral Agglomération regroupe 33 communes et s'étend sur 207,1 km2.

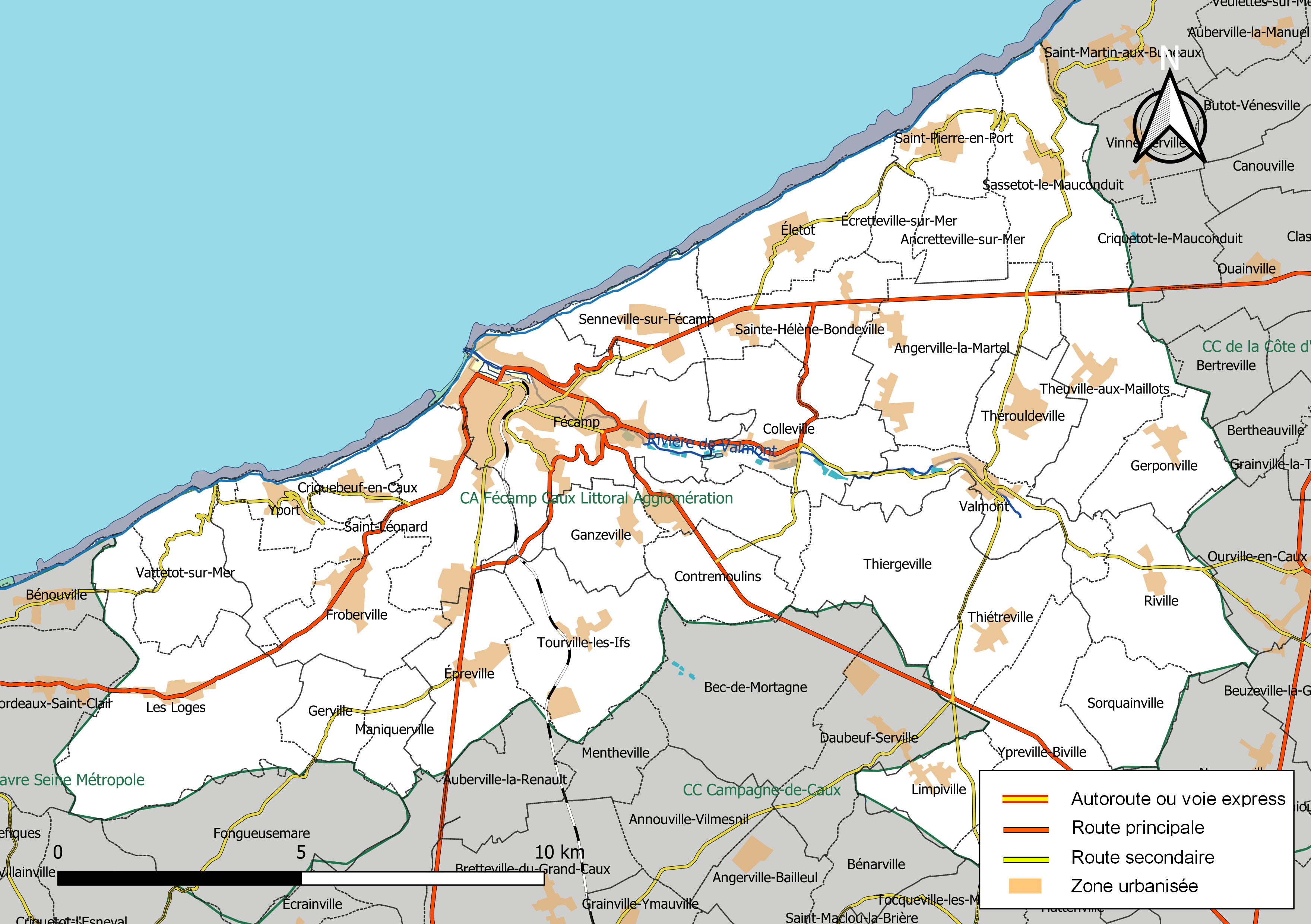
Carte de Fécamp Caux Littoral Agglomération au 1er janvier 2019.

### Composition
En 2022, la communauté d'agglomération est composée des 33 communes suivantes :

| Nom                      | Code Insee | Gentilé          | Superficie (km2) | Population (dernière pop. légale) | Densité (hab./km2) |
| ------------------------ | ---------- | ---------------- | ---------------- | --------------------------------- | ------------------ |
| Fécamp (siège)           | 76259      | Fécampois        | 15,07            | 17 961 (2022)                     | 1 192              |
| Ancretteville-sur-Mer    | 76011      | Ancrettevillais  | 3,15             | 149 (2022)                        | 47                 |
| Angerville-la-Martel     | 76013      | Angervillais     | 10,19            | 1 081 (2022)                      | 106                |
| Colleville               | 76183      | Collevillais     | 7,39             | 766 (2022)                        | 104                |
| Contremoulins            | 76187      | Contremoulinais  | 4,38             | 167 (2022)                        | 38                 |
| Criquebeuf-en-Caux       | 76194      | Criquebeuviens   | 2,08             | 404 (2022)                        | 194                |
| Écretteville-sur-Mer     | 76226      | Écrettevillais   | 1,89             | 147 (2022)                        | 78                 |
| Életot                   | 76232      | Életotais        | 6,81             | 630 (2022)                        | 93                 |
| Épreville                | 76240      | Éprevillais      | 6,44             | 1 068 (2022)                      | 166                |
| Froberville              | 76291      | Frobervillais    | 5,88             | 1 157 (2022)                      | 197                |
| Ganzeville               | 76298      | Ganzevillais     | 3,96             | 459 (2022)                        | 116                |
| Gerponville              | 76299      | Gerponvillais    | 4,91             | 381 (2022)                        | 78                 |
| Gerville                 | 76300      | Gervillais       | 3,01             | 421 (2022)                        | 140                |
| Limpiville               | 76386      | Limpivillais     | 4,24             | 399 (2022)                        | 94                 |
| Les Loges                | 76390      | Logeais          | 14,86            | 1 115 (2022)                      | 75                 |
| Maniquerville            | 76406      | Maniquervillais  | 2,55             | 420 (2022)                        | 165                |
| Riville                  | 76529      | Rivillais        | 7,44             | 314 (2022)                        | 42                 |
| Saint-Léonard            | 76600      | Saint-léonardais | 11,92            | 1 699 (2022)                      | 143                |
| Saint-Pierre-en-Port     | 76637      | Saint-Pierrais   | 3,89             | 833 (2022)                        | 214                |
| Sainte-Hélène-Bondeville | 76587      | Bondevillais     | 6,82             | 698 (2022)                        | 102                |
| Sassetot-le-Mauconduit   | 76663      | Sassetotais      | 8,81             | 1 003 (2022)                      | 114                |
| Senneville-sur-Fécamp    | 76670      | Sennevillais     | 4,73             | 875 (2022)                        | 185                |
| Sorquainville            | 76680      | Sorquainvillais  | 4,47             | 174 (2022)                        | 39                 |
| Thérouldeville           | 76685      | Thérouldevillais | 4,58             | 672 (2022)                        | 147                |
| Theuville-aux-Maillots   | 76686      | Theuvillais      | 7,24             | 525 (2022)                        | 73                 |
| Thiergeville             | 76688      | Thiergevillais   | 9,25             | 398 (2022)                        | 43                 |
| Thiétreville             | 76689      | Thiétrevillais   | 5,33             | 375 (2022)                        | 70                 |
| Tourville-les-Ifs        | 76706      | Tourvillais      | 8,34             | 736 (2022)                        | 88                 |
| Toussaint                | 76708      | Toussaintais     | 4,49             | 695 (2022)                        | 155                |
| Valmont                  | 76719      | Valmontais       | 5,55             | 869 (2022)                        | 157                |
| Vattetot-sur-Mer         | 76726      | Vattetotais      | 5,14             | 326 (2022)                        | 63                 |
| Yport                    | 76754      | Yportais         | 2,07             | 701 (2022)                        | 339                |
| Ypreville-Biville        | 76755      | Yprevillais      | 10,2             | 544 (2022)                        | 53                 |

### Démographie
| 1968   | 1975   | 1982   | 1990   | 1999   | 2009   | 2014   | 2020   |
| ------ | ------ | ------ | ------ | ------ | ------ | ------ | ------ |
| 36 674 | 37 011 | 37 879 | 38 340 | 38 803 | 39 203 | 39 666 | 38 327 |

## Organisation

### Siège
Le siège de l'intercommunalité est à Fécamp, 825 Route de Valmont.

### Élus
L'intercommunalité est administrée par son conseil communautaire, composé, pour la mandature 2020-2026, de 61  conseillers municipaux représentant chacune des 33 communes membres et répartis comme suit en fonction de leur population :

-  28 délégués pour  Fécamp ;

-  2 délégués pour  Saint-Léonard ;

- 1 délégué et son suppléant pour les 31 autres communes

Au terme des élections municipales de 2020 dans la Seine-Maritime, le conseil communautaire reconstitué a réélu sa présidente, Marie-Agnès Poussier-Winsback, maire DVD de Fécamp, et désigné ses 15 vice-présidents, qui sont
En juillet 2022, contrainte par la législation relative au cumul des mandats en France après son élection comme députée de la neuvième circonscription de la Seine-Maritime, Marie-Agnès Poussier-Winsback démissionne de son mandat de présidente et le conseil communautaire du 15 juillet 2022 a élu son successeur, Laurent Vasset, maire d'Angerville-la-Martel et jusqu'alors premier vice-président de l'intercommunalité.
Ce conseil a également modifié la liste des vice-présidents, qui sont désormais : 
1. David Roussel, maire de Fécamp, chargé des finances intercommunales ;
2. Bernard Hoguet, maire de Saint-Léonard, chargé de l'eau, de l'assainissement et de la de gestion des eaux pluviales urbaines (GEPU) ;
3. Yannick Mouiche, maire d'Ecretteville-sur-Mer, chargé de la gestion des milieux aquatiques et de la prévention des inondations (GEMAPI) ;
4. Eric Scarano, maire  de Sassetot-le-Mauconduit, chargé de la mobilité et de l'habitat ;
5. Olivier Coursault, maire de Froberville, chargé du tourisme et des infrastructures numériques haut débit ;
6. Pierre Aubry, maire-adjoint de Fécamp, chargé du personnel et des politiques environnementales communautaires ;
7. Jean-Marie Crochemore, maire de Ganzeville, chargé  de la rudologie et de la fourrière intercommunale ;
8. Virginie Rivière, maire  de Thérouldeville, chargée de la santé, de l'action sociale intercommunale, de la petite enfance et de la jeunesse ;
9. Pascal Lecourt, maire de Senneville-sur-Fécamp, chargé du centre aquatique intercommunal, du parc de bâtiments et des équipements communautaires
10. Jean-Mary Demondion, maire-adjoin de Fécamp ;
11. Pascal Donnet, maire d'Epreville, chargé des relations avec les communes ;
12. Jean-Louis Navarre, maire de Valmont, chargé de la mise en œuvre des orientations et de l'évolution du schéma intercommunal de mutualisation ;
13. Estelle Guenot, maire de Gerville, chargée de l'accessibilité.

Le bureau communautaire pour la période 2022-2026 est constitué du président, des 15 vice-présidents et de 10 autres membres.

### Liste des présidents
| Période       | Période                        | Identité                      | Étiquette              | Qualité |
| ------------- | ------------------------------ | ----------------------------- | ---------------------- | --- |
| janvier 2017  | juillet 2022                   | Marie-Agnès Poussier-Winsback | UMP → LR puis Horizons | Enseignante Maire de Fécamp (2014 → 2022) Présidente de l'ex-communauté d'agglomération de Fécamp Caux Littoral (2014 → 2016) Conseillère régionale de Haute-Normandie (1998 → 2004 et 2010 → 2015) Vice-présidente du conseil régional de Normandie (2016 → ) Députée de la Seine-Maritime (9e circ.) (2022 → ) Démissionnaire à la suite de son élection comme députée |
| juillet 2022, | En cours (au 15 juillet 20221) | Laurent Vasset                |                        | Enseignant aux lycées Descartes-Maupassant de Fécamp Maire d'Angerville-la-Martel (2001 → ) Président de l'ex-CC du canton de Valmont (2014 → 2016) |

### Compétences
L'intercommunalité exerce les compétences qui lui ont été transférées par les communes membres, dans les conditions déterminées par le code général des collectivités territoriales. 
Il s'agit de : 
- Développement économique : zones d’activités, action de développement économique, promotion du tourisme...
- Aménagement de l’espace communautaire : SCOT, PLUi, transport et mobilité...
- Équilibre social de l’habitat :  programme local de l’habitat, actions en faveur du logement social et amélioration du parc immobilier bâti d’intérêt communautaire...
- Politique de la ville :   élaboration du diagnostic du territoire et définition des orientations du contrat de ville, coordination des dispositifs contractuels de développement urbain et d’insertion économique et sociale...
- Accueil des gens du voyage :    aménagement, entretien et gestion des aires d’accueil des gens du voyage.
- Collecte et traitement des déchets ménagers et déchets assimilés ;
- Protection et mise en valeur de l’environnement et du cadre de vie :  lutte contre la pollution de l’air et contre les nuisances sonores, soutien aux actions de maîtrise de la demande d’énergie.
- Ouvrages de lutte contre les inondations :  participation aux actions de valorisation et de soutien au développement des techniques d’hydraulique douce, études de gestion des ruissellements...
- Équipements culturels et sportifs d’intérêt communautaire : La Piscine, gymnase de Thiergeville-Valmont, aire de jeux des Grandes Dalles.
- Action sociale d’intérêt communautaire :   petite enfance, centre de santé.
- Culture, loisirs : promotion et diffusion des pratiques sportives et de loisirs (Ludisports, randonnée,..).
- Aménagement et déploiement du très haut débit numérique.
- Participation aux charges de protection civile.
- Participation aux frais de ramassage scolaire.
- Surveillance et gestion de certaines plages…

### Régime fiscal et budget
La communauté d'agglomération  est un établissement public de coopération intercommunale à fiscalité propre.
Comme toutes les communautés d'agglomérations, elle est financée par la fiscalité professionnelle unique (FPU), qui a succédé a la Taxe professionnelle unique (TPU), et qui assure une péréquation fiscale entre les communes regroupant de nombreuses entreprises et les communes résidentielles.
Dans le cadre du financement des transports urbains de l'agglomération, le versement transport a été instauré au 1er juillet 2015 au taux de 0,35 % pour l'ensemble des communes, sauf Fécamp, qui conserve son taux de 0,55 %.
La communauté d’agglomération  ne reverse pas de dotation de solidarité communautaire (DSC) à ses communes membres.

### Effectifs
Pour assurer la mise en œuvre de ses compétences, en 2017, l'intercommunalité employait 208 agents soit 174 équivalents temps plein.

## Projets et réalisations
Conformément aux dispositions légales, une communauté de communes a pour objet d'associer des « communes au sein d'un espace de solidarité, en vue de l'élaboration d'un projet commun de développement et d'aménagement de l'espace ».